# Kjell Oscarius
Kjell Oscarius, född 1 maj 1943 i Stockholm, död 29 maj 2022, var en svensk idrottsman och världsmästare i curling. Han och hans lag vann VM-guldet i curling i Kanada 1973.